# 李淦 (政治人物)
李淦（？—？），安徽人，清朝政治人物。

## 生平
李淦於1890年（光緒16年）接替汪興禕，於台灣台北地區兩度擔任台灣府淡水縣知縣一職，是大台北地區的地方父母官。